# National League B 2007/08
Die Saison 2007/08 war die 61. reguläre Austragung der zweitklassigen Schweizer National League B und die erste unter diesem neuen Namen. Die Meisterschaft gewann wie in den drei Jahren zuvor der EHC Biel, der den Aufstieg in die National League A schaffte. 
Sowohl in dieser, als auch der Vorsaison wurden in der NLB keine Play-outs gespielt. Da kein Team aus der 1. Liga die Aufstiegsmöglichkeit wahrnahm und sich der EHC Chur sowie der HC Martigny zurückzogen, wurde die NLB 2008/09 mit elf Teams ausgespielt.

## Teilnehmer
In der Saison 2007/08 trug die Liga erstmals den offiziellen Namen National League B, in ihr spielten die folgenden 14 Mannschaften:
| - HC Ajoie - EHC Biel - HC La Chaux-de-Fonds - EHC Chur - SC Langenthal - HC Lausanne - GCK Lions | - HC Martigny - EHC Olten - HC Sierre - HC Thurgau - EHC Visp - Schweiz U20 - HC Neuchâtel Young Sprinters |

## Modus
Gespielt wurden von den 13 Teams zwei Doppelrunden zu je 24 Spielen sowie ein Spiel gegen die Schweizer U20-Nationalmannschaft. Danach ermittelten die besten acht Mannschaften den Schweizer B-Meister im Play-off-Stil, wobei die ersten vier Teams der Tabelle sich einen Viertelfinalgegner aussuchen durften. Viertelfinals, Halbfinals und der Final wurden jeweils nach dem Modus Best-of-Seven gespielt.
Der Gewinner des Finals spielte gegen den Verlierer der NLA-Play-outs eine Relegation im Modus Best-of-Seven aus.

## Vorrunde

### Tabelle
| Platz | Verein               | Spiele | S  | OTS | OTN | N  | Torv.   | Pkt. |
| ----- | -------------------- | ------ | -- | --- | --- | -- | ------- | ---- |
| 1.    | EHC Biel             | 49     | 35 | 1   | 4   | 9  | 218:121 | 111  |
| 2.    | HC Lausanne          | 49     | 31 | 4   | 3   | 11 | 212:122 | 104  |
| 3.    | HC La Chaux-de-Fonds | 49     | 31 | 2   | 5   | 11 | 237:149 | 102  |
| 4.    | HC Ajoie             | 49     | 28 | 6   | 0   | 15 | 201:135 | 96   |
| 5.    | EHC Visp             | 49     | 29 | 2   | 3   | 15 | 196:136 | 94   |
| 6.    | SC Langenthal        | 49     | 23 | 6   | 3   | 17 | 181:174 | 84   |
| 7.    | EHC Olten            | 49     | 22 | 3   | 3   | 21 | 179:163 | 75   |
| 8.    | GCK Lions            | 49     | 18 | 7   | 4   | 20 | 177:176 | 72   |
| 9.    | HC Thurgau           | 49     | 17 | 5   | 3   | 24 | 192:214 | 64   |
| 10.   | HC Sierre            | 49     | 13 | 4   | 2   | 30 | 169:249 | 49   |
| 11.   | EHC Chur             | 49     | 11 | 4   | 7   | 27 | 159:234 | 48   |
| 12.   | HC Martigny          | 49     | 10 | 3   | 8   | 28 | 150:234 | 44   |
| 13.   | HC Neuchâtel         | 49     | 4  | 3   | 4   | 38 | 107:259 | 22   |
| -     | Schweiz U20          | 13     | 3  | 0   | 1   | 9  | 48:60   | 10   |

### Topscorer
| Mannschaft           | Spieler           | Sp | T  | V  | P  | SM  | PPT | SHT |
| -------------------- | ----------------- | -- | -- | -- | -- | --- | --- | --- |
| HC Ajoie             | James Desmarais   | 49 | 42 | 54 | 96 | 74  | 5   | 8   |
| HC Lausanne          | Cory Pecker       | 45 | 41 | 55 | 96 | 120 | 18  | 1   |
| HC La Chaux-de-Fonds | Jonathan Roy      | 49 | 39 | 56 | 95 | 56  | 10  | 3   |
| EHC Biel             | Marko Tuomainen   | 48 | 39 | 55 | 94 | 30  | 15  | 2   |
| HC Lausanne          | Lee Jinman        | 45 | 28 | 64 | 92 | 36  | 8   | 2   |
| HC La Chaux-de-Fonds | Dominic Forget    | 49 | 39 | 51 | 90 | 34  | 13  | 2   |
| EHC Visp             | Greg Hogeboom     | 49 | 39 | 37 | 76 | 68  | 10  | 2   |
| SC Langenthal        | Steve Larouche    | 49 | 34 | 42 | 76 | 38  | 12  | 1   |
| HC Ajoie             | Stéphane Roy      | 49 | 26 | 49 | 75 | 48  | 12  | 1   |
| HC La Chaux-de-Fonds | Michael Neininger | 48 | 36 | 36 | 72 | 32  | 18  | 0   |

## Play-offs
Für den Viertelfinal durften die vier bestklassierten Clubs der Reihe nach einen Gegner aus den Plätzen fünf bis acht der Tabelle wählen. Dabei gab es in dieser Spielzeit nur eine Änderung gegenüber der normalen Reihenfolge: Der EHC Biel wählte statt der GCK Lions den EHC Olten aus. Damit kommt es in den Playoffs zu folgenden Duellen:
- EHC Biel  (1) – EHC Olten  (7)
- HC Lausanne (2) – GCK Lions (8)
- HC La Chaux-de-Fonds (3) – SC Langenthal (6)
- HC Ajoie (4) – EHC Visp (5)

Ab dem 15. Februar 2008 kämpften diese Mannschaften im Modus Best of Seven um den Einzug in den Halbfinal.

### Viertelfinal

#### EHC Biel –  EHC Olten 4:1
(3:2; 5:1; 2:3; 4:3; 3:2)

#### HC Lausanne – GCK Lions 4:0
(8:3; 4:2; 5:3; 4:2)

#### HC La Chaux-de-Fonds – SC Langenthal 4:0
(4:2; 4:3; 2:1; 4:3)

#### HC Ajoie – EHC Visp 4:3
(2:4; 7:3; 6:3; 3:4; 4:1; 2:3; 7:4)

### Halbfinal
Im Halbfinal 2007/08 treffen die Top 4 der Qualifikation aufeinander.

#### EHC Biel – HC Ajoie 4:3
(1:0; 1:6; 4:2; 3:0; 1:2 n. V.; 3:5; 4:2)

#### HC Lausanne – HC La Chaux-de-Fonds 3:4
(6:5 n. V.; 7:3; 6:2; 2:3; 1:3; 3:8; 1:3)

### Final
Im Final der Saison 2007/08 trafen der Vorjahresmeister EHC Biel und der Dritte der Vorrunde, der HC La Chaux-de-Fonds, aufeinander – wer zuerst vier Siege erreichte, wurde Meister der NLB und ging in die Relegationsspiele gegen den Verlierer der NLA-Playouts.

#### EHC Biel – HC La Chaux-de-Fonds 4:1
Spielergebnisse3:2; 3:2; 1:3; 4:3; 5:1

## Liga-Qualifikation
Der Gewinner der NLB-Play-offs spielte gegen den Verlierer der NLA-Playouts Relegationsspiele um den Aufstieg in die NLA im Modus Best of Seven. Der Oberklassige hatte immer zuerst Heimrecht.
|                      | Serie | 1   | 2   | 3   | 4   | 5 | 6 | 7 |
| -------------------- | ----- | --- | --- | --- | --- | - | - | - |
| EHC Basel – EHC Biel | 0:4   | 1:2 | 1:4 | 1:2 | 2:3 | − | − | − |

Der EHC Biel stieg damit nach 13 Jahren wieder in die oberste Spielklasse auf.